# Ezechiel Landau
Ezechiel Landau zw. Noda bi-Jehuda (ur. 8 października 1713 w Opatowie, zm. 29 kwietnia 1793 w Pradze) – znawca prawa, autor wielokrotnie przedrukowywanej książki o prawie żydowskim, ortodoksyjny rabin Pragi.

## Życiorys
Urodził się 8 października 1713 w Opatowie. W wieku 21 lat został rabinicznym sędzią (dajanem) w Brodach, a później rabinem w Jampolu. Studia talmudyczne odbył we Włodzimierzu i w Brodach. W 1734 roku sława uczonego doprowadziła do mianowania go szefem sądu rabinackiego w Brodach. W 1745 roku został rabinem Jampola na Podolu. Zyskał sławę dzięki swojej dyplomacji w rozstrzyganiu sporu Emden–Eybeschütz. W 1755 roku wyjechał do Pragi jako rabin i pozostał tam do śmierci. Sprzeciwiał się innowacjom religijnym, kulturowym i obyczajowym wprowadzanym przez chasydów i bronił judaizmu przed wpływami dominujących w tym czasie prądów oświeceniowych. W Pradze stał na czele jesziwy, do której uczęszczały setki studentów.
Był nieprzejednanym przeciwnikiem dwóch głównych nurtów judaizmu, które powstały w jego pokoleniu: chasydyzmowi i Haskali. Landau, chociaż w młodości studiował kabałę, sprzeciwiał się jej studiowaniu z wyjątkiem najbardziej uczonych ze względu na niebezpieczeństwo sabataizmu
Pozostawił po sobie liczne responsa rabiniczne, zebrane m.in. w tomie Noda bi-Jehuda (Znane w Judzie), który zawiera ich ok. 860.